# Boksertje
Het boksertje of de kleine heremietkreeft (Diogenes pugilator) is een tienpotigensoort uit de familie van de Diogenidae. De wetenschappelijke naam van de soort is voor het eerst geldig gepubliceerd in 1829 door Roux.

## Kenmerken
Net als veel andere heremietkreeften verbergt de kleine heremietkreeft zijn zachte buik in een lege schelp. De buik is gedraaid om de contouren van de schaal te passen. Het schild beschermt het voorste deel van de krab en kan tot 11 mm (0,43 inch) lang zijn; het is vierkant van vorm, heeft driehoekige uitsteeksels langs de voorrand en is bekleed met haren op de voorste twee hoeken. De ogen zitten op stelen die ongeveer half zo lang zijn als de breedte van het schild. De linker klauw is veel groter dan de rechter. Beide klauwen zijn bedekt met korte haren. De klauwen en andere poten kunnen worden samengetrokken naar de ingang van de schaal.

## Voorkomen
D. pugilator is inheems in de gematigde en subtropische oostelijke Atlantische Oceaan. Zijn verspreidingsgebied strekt zich uit van de zuidelijke Noordzee naar het zuiden tot Angola, de Middellandse Zee, de Zwarte Zee en de Rode Zee. De noordelijke grens werd ooit beschouwd als Swansea in Zuid-Wales, maar het is sindsdien ook al verder noordelijk gevonden, namelijk Anglesey en de kusten van het zuidwesten van Ierland. Het wordt gevonden op zachte ondergronden en komt het meest voor in ondiep water, maar kan diepten bereiken tot wel 1800 m.